# Festival Chromatic
Le Festival Chromatic a pour but de générer des expériences culturelles en investissant des lieux emblématiques de Montréal. Organisé à chaque printemps depuis 2010, le festival se déploie en quatre volets : Expositions, Pro, Kids et Nuit. Créé en 2009 par MASSIVart, Festival Chromatic est une organisation à but non lucratif produit par MASSIVart et soutenue par des fonds privés et publics. 
L’édition 2019 se déroulera du 10 au 17 mai à l’Usine C. 

## Concept
L’événement délivre à un large public des clés de compréhension pour entrer dans l’univers de l’art et de la création contemporaine par le biais d’expositions, de conférences, de projections, de concerts, de performances et d’activités pédagogiques variées.
L’événement propose à un public varié des clés pour comprendre l’univers de l’art et de la création contemporaine. Des expositions, des conférences, des projections, des concerts, des performances et des activités pédagogiques sont proposés au public pendant la durée du festival pour offre une nouvelle vision de l’art contemporain. 
Au cours des neuf éditions, le festival a participé à la promotion de plus de 600 artistes. 

## Historique
En 2010, un comité de direction se créé et la première édition du festival prend place à la SAT (société des arts technologiques). 
Le conseil d’administration se forme en 2012.
En 2013, Chromatic accueil son volet familial : Chromatic Kids et le volet d’affaires : Chromatic Art Affaires en 2014 qui se transforme en Chromatic Pro en 2016.
Le Festival Chromatic commence à s’exporter à l’international en faisant une édition à Paris en 2015 et à Toronto en 2016.
En 2018, Chromatic met en place des événements ponctuels au cours de l’année tels que des expositions ou des conférences pour créer de nouvelles opportunités aux artistes. 

## Éditions
| Edition       | 1e édition - 2010               | 2e édition - 2011               | 3e édition - 2012               | 4e édition - 2013 | 5e édition – 2014    | 6e édition - 2015    | 7e édition – 2016       | 8e édition - 2017 | 9e édition - 2018                         |
| ------------- | ------------------------------- | ------------------------------- | ------------------------------- | ----------------- | -------------------- | -------------------- | ----------------------- | ----------------- | ----------------------------------------- |
| Fréquentation | 800                             | 1200                            | 1500                            | 2000              | 10 000               | 10 000               | 10 780                  | 11 177            | 10 144                                    |
| Lieu          | Société des arts technologiques | Société des arts technologiques | Société des arts technologiques | Fonderie Darling  | Chalet du Mont-Royal | Chalet du Mont-Royal | Hangar 16 et centre Phi | Studio Eloi       | Ancienne école des beaux-arts de Montréal |

## Programmation
Le festival programme plusieurs activités à Montréal,,,,,,